# KBS束草放送局
KBS束草放送局（：／）位于大韩民国江原道束草市的韩国放送公社（KBS）的放送局，现已裁撤。

## 所在地
- 大韩民国江原道束草市東明洞306-2

## 沿革
- 1956年8月1日 - 韩国放送公社束草放送局開局。
- 1961年12月31日 - 正式确认識別信号:HLCS。
- 1971年5月15日 - 襄阳发射台启用。
- 1994年8月23日 - 开始转播电视节目。
- 1996年11月25日 - 襄阳发射台改为自动化发射。
- 1997年2月 - 开始远程控制发射台发射。
- 2000年8月1日 - 开始转播KBS第2FM。
- 2004年10月31日 - 因自制节目收视率过低被裁撤，原覆盖区域的广播业务被KBS春川放送總局和江陵放送局分别继承。

## 覆盖地区
- 束草市
- 高城郡
- 襄阳郡
- 麟蹄郡部分地区